# فهرست تیم‌های ملی فوتبال مردان
این مقاله فهرست تیم‌های ملی فوتبال مردان در جهان است.

## اعضای کنونی فیفا

Map of the World with the six confederations.

هم‌اکنون ۲۰۹ تیم ملی فوتبال مردان عضو رسمی فیفا هستند که می‌توانند در مسابقات جام‌جهانی فوتبال شرکت کنند و هر ماه رده‌بندی آن‌ها از طرف فیفا اعلام می‌شود.
تیم‌های ملی براساس ۶ کنفدراسیون موجود تقسیم‌بندی می‌شوند و در مسابقات مربوطه شرکت می‌کنند.
- آسیا – کنفدراسیون فوتبال آسیا (AFC)
- آفریقا – کنفدراسیون فوتبال آفریقا (CAF)
- آمریکای شمالی، مرکزی و کاراییب – کنفدراسیون فوتبال آمریکای شمالی، مرکزی و کاراییب (CONCACAF)
- آمریکای جنوبی – کنفدراسیون فوتبال آمریکای جنوبی (CONMEBOL)
- اقیانوسیه – کنفدراسیون فوتبال اقیانوسیه (OFC)
- اروپا – اتحادیه فوتبال اروپا (UEFA)

### مسابقات قاره‌ای
- AFC – جام ملت‌های آسیا
- CAF – جام ملت‌های آفریقا
- CONCACAF – جام طلایی کونکاکاف
- CONMEBOL – کوپا آمریکا
- OFC – جام ملت‌های اقیانوسیه
- UEFA – جام ملت‌های اروپا

### ای‌اف‌سی (آسیا)
| - افغانستان - استرالیا - بحرین - بنگلادش - بوتان - Brunei Darussalam - کامبوج - چین3 - تایوان - گوآم - هنگ کنگ - هند | - اندونزی - ایران - عراق - ژاپن - اردن - کرهٔ شمالی - Korea Republic - کویت - قرقیزستان - لائوس - لبنان - ماکائو | - مالزی - مالدیو - مغولستان - میانمار - نپال - جزایر ماریانای شمالی - عمان - پاکستان - فلسطین - فیلیپین - قطر - عربستان سعودی | - سنگاپور - سری‌لانکا - سوریه - تاجیکستان - تایلند - تیمور شرقی - ترکمنستان - امارات متحدهٔ عربی - ازبکستان - ویتنام - یمن |

1: Formerly member of OFC (1966–2006)

2: Member of UAFA

3: Official name used by FIFA and AFC for جمهوری خلق چین

4: Official name used by FIFA and AFC for Republic of China (Taiwan); Formerly member of OFC (1975–1989)

5: Official names used by FIFA and AFC; official names used by EAFF are "Hong Kong, China" (a) and "Macau, China" (b)

6: Official names used by FIFA and AFC for کره شمالی (a) and کره جنوبی (b)

7: Associate member of AFC but not FIFA member

8: Official name used by FIFA and AFC for national team representing the سرزمین‌های فلسطین

### CAF (آفریقا)
| - الجزایر1 - آنگولا - بنین - بوتسوانا - بورکینافاسو - بوروندی - کامرون - کیپ ورد - آفریقای مرکزی - چاد - کومور1 - ساحل عاج - کنگو - Congo DR2 | - جیبوتی1 - مصر - گینه استوایی - اریتره - اتیوپی - گابن - گامبیا - غنا - گینه - گینه بیسائو - کنیا - لسوتو - لیبریا - لیبی1 | - ماداگاسکار - مالاوی - مالی - موریتانی1 - موریس - مراکش1 - موزامبیک - نامیبیا - نیجر - نیجریه - رئونیون3 - رواندا - سائوتومه و پرنسیپ - سنگال | - سیشل - سیرالئون - سومالی1 - آفریقای جنوبی - سودان جنوبی - سودان1 - اسواتینی - تانزانیا - توگو - تونس1 - اوگاندا - زامبیا♣ - زنگبار3 - زیمبابوه |

1: Member of UAFA

2: Official name used by FIFA and CAF for جمهوری دموکراتیک کنگو

3: Associate member of CAF but not FIFA member

### CONCACAF (آمریکای شمالی، مرکزی و کاراییب)
| - آنگویلا - آنتیگوآ و باربودا - آروبا - باهاما - باربادوس - بلیز - برمودا1 - جزایر ویرجین انگلستان - کانادا - جزایر کیمن | - کاستاریکا - کوبا - کوراسائو - دومینیکا - دومینیکن - السالوادور - گویان فرانسه2 3 - گرنادا - جزیره گوادلوپ3 - گواتمالا | - گویان2 - هائیتی - هندوراس - جامائیکا - مارتینیک3 - مکزیک♣ - مونتسرات - نیکاراگوئه - پاناما - پورتوریکو | - سنت کیتس و نویس - سنت لوسیا - تیم ملی فوتبال سنت مارتین3 - سنت وینسنت و گرنادین‌ها - سنت مارتین3 - سورینام2 - ترینیداد و توباگو - جزایر تورکس و کایکوس - ایالات متحده آمریکا - جزایر ویرجین ایالات متحده |

1: Geographically considered as part of North America, but member of the CFU

2: Geographically part of South America, but member of CONCACAF (CFU)

3: Full member of CONCACAF but not FIFA member

### CONMEBOL (آمریکای جنوبی)
| - آرژانتین - بولیوی - برزیل - شیلی - کلمبیا - اکوادور - پاراگوئه - پرو - اروگوئه♣ - ونزوئلا |

### OFC (اقیانوسیه)
| - ساموای آمریکا - جزایر کوک - فیجی - کیریباتی1, 2 - کالدونیای جدید - نیوزیلند3 - نیووی1 - پالائو1 | - پاپوآ گینهٔ نو - ساموآ - جزایر سلیمان - تاهیتی♣4 - تونگا - تووالو1 - وانواتو |

 
1: Associate member of OFC but not FIFA member

2: Provisional member of NF-Board

3: Formerly member of AFC (1964-1966)

4: Official name used by FIFA and OFC for پلی‌نزی فرانسه

### UEFA (اروپا)
| - آلبانی - آندورا - ارمنستان - اتریش - آذربایجان - بلاروس - بلژیک - بوسنی و هرزگوین1 - بلغارستان - کرواسی - قبرس - چک - دانمارک - انگلستان | - استونی - جزایر فارو - فنلاند - فرانسه - گرجستان - آلمان - جبل طارق2 - یونان - مجارستان - ایسلند - اسرائیل3 - ایتالیا - قزاقستان4 - لتونی | - لیختن‌اشتاین - لیتوانی - لوکزامبورگ - مقدونیه شمالی5 - مالت - مولدووا - مونته‌نگرو - هلند - ایرلند شمالی - نروژ - لهستان - پرتغال - جمهوری ایرلند6 - رومانی | - روسیه - سان مارینو - اسکاتلند - صربستان - اسلواکی - اسلوونی - اسپانیا♠ ♣ - سوئد - سوئیس - ترکیه - اوکراین - ولز |

1: Official name used by FIFA and UEFA for بوسنی و هرزگوین

2: Provisional member of UEFA but not FIFA member

3: Formerly member of AFC (1954–1974); Joined UEFA in 1994

4: Formerly member of AFC (1998–2002)

5: Official name used by FIFA and UEFA for جمهوری مقدونیه

6: Official name used by FIFA and UEFA for Ireland

## اعضای سابق
| تیم سابق                                   | تیم‌های جایگزین شده | دیگر تیم‌های مرتبط | توضیحات |
| ------------------------------------------ | ------------------ | --- | ------- |
| چکسلواکی                                   | چک · اسلواکی       | |         |
| زارلند                                     |                    | آلمان غربی |         |
| آلمان غربی                                 | آلمان              | |         |
| آلمان شرقی                                 |                    | آلمان |         |
| ایرلند                                     | ایرلند شمالی       | جمهوری ایرلند |         |
| تانگانیکا                                  | تانزانیا           | زنگبار |         |
| ویتنام شمالی                               | ویتنام             | |         |
| ویتنام جنوبی                               |                    | ویتنام |         |
| یمن شمالی                                  | یمن                | |         |
| یمن جنوبی                                  |                    | یمن |         |
| جمهوری متحد عربی                           | مصر                | سوریه |         |
| اتحاد جماهیر شوروی                         | سی‌آی‌اس             | استونی · لتونی · لیتوانی                                                                                              |         |
| سی‌آی‌اس                                     | روسیه              | ارمنستان · آذربایجان · بلاروس · گرجستان · قزاقستان · قرقیزستان · مولدووا · تاجیکستان · ترکمنستان · اوکراین · ازبکستان |         |
| یوگسلاوی                                   | یوگسلاوی           | بوسنی و هرزگوین · کرواسی · مقدونیه شمالی · اسلوونی                                                                    |         |
| یوگسلاوی، تغییر نام به صربستان و مونته‌نگرو | صربستان            | مونته‌نگرو |         |
| آنتیل هلند                                 | کوراسائو           | سنت مارتین |         |